# Ranunculus transiliensis
Ranunculus transiliensis Popov ex Ovcz. – gatunek rośliny z rodziny jaskrowatych (Ranunculaceae Juss.). Występuje naturalnie w Kazachstanie oraz Chinach (w zachodniej części regionu autonomicznego Sinciang). 

## Morfologia
PokrójBylina o nagich pędach. Dorasta do 8–25 cm wysokości.
LiścieSą potrójnie klapowane. W zarysie mają prawie okrągły kształt. Mierzą 0,5–2,5 cm długości oraz 1–3 cm szerokości. Nasada liścia jest prawie ucięta lub klinowa. Liść jest na brzegu ząbkowany. Ogonek liściowy jest nagi i ma 2–8,5 cm długości.
KwiatySą pojedyncze. Pojawiają się na szczytach pędów. Mają żółtą barwę. Dorastają do 17–25 mm średnicy. Mają 5 owalnych działek kielicha, które dorastają do 6–8 mm długości. Mają 5 odwrotnie owalnych płatków o długości 9–12 mm.

## Biologia i ekologia
Rośnie na łąkach. Występuje na obszarze górskim na wysokości od 2500 do 3400 m n.p.m. Kwitnie w lipcu. 